# Centralny Sztab Ruchu Partyzanckiego
Centralny Sztab Ruchu Partyzanckiego (ros. Центральный штаб партизанского движения) – radzieckie dowództwo, koordynujące i dowodzące operacjami partyzanckimi na terenie całego Związku Radzieckiego w czasie II wojny światowej.
Sztab utworzono na podstawie decyzji Państwowego Komitetu Obrony ZSRR z dnia 30 maja 1942. Działał przy Najwyższym Naczelnym Dowództwie Armii Czerwonej. W tym samym dniu powołano Ukraiński Sztab Ruchu Partyzanckiego, z generałem Timofiejem Strokaczem na czele.
Jednocześnie utworzono sztaby partyzanckie przy radach wojennych frontów Karelo-Fińskiego, Leningradzkiego, Kalinińskiego, Zachodniego i Briańskiego.
6 września 1942 Państwowy Komitet Obrony ZSRR mianował głównodowodzącym ruchu partyzanckiego marszałka Klimienta Woroszyłowa, a szefem CSzRP Pantielejmona Ponomarienkę.
We wrześniu 1942 powołano również Białoruski Sztab Ruchu Partyzanckiego, którym dowodził Piotr Kalinin, w październiku 1942 Estoński Sztab Ruchu Partyzanckiego (dowódca Nikolai Karotamm), 26 listopada 1942 Litewski Sztab Ruchu Partyzanckiego (dowódca Antanas Sniečkus).